# Villaggio hanok di Jeonju
Il Villaggio hanok di Jeonju (전주한옥마을?) è situato nella città di Jeonju, in Corea del Sud, e si sovrappone ai quartieri amministrativi di Pungnam e Gyo, contiene oltre 800 case tradizionali coreane chiamate "Hanok" ed è famoso per il contrasto tra i suoi edifici tradizionali e il resto della città moderna che lo circonda. Il villaggio è stato designato come International Slow City nel 2010 in riconoscimento del suo ritmo di vita rilassato in cui la cultura tradizionale e la natura si fondono armoniosamente. Il numero di visitatori del villaggio è aumentato notevolmente a partire dagli anni 2000 ed è più che raddoppiato dal 2007 al 2014, passando da 3,17 milioni a 7,89 milioni.

## Storia

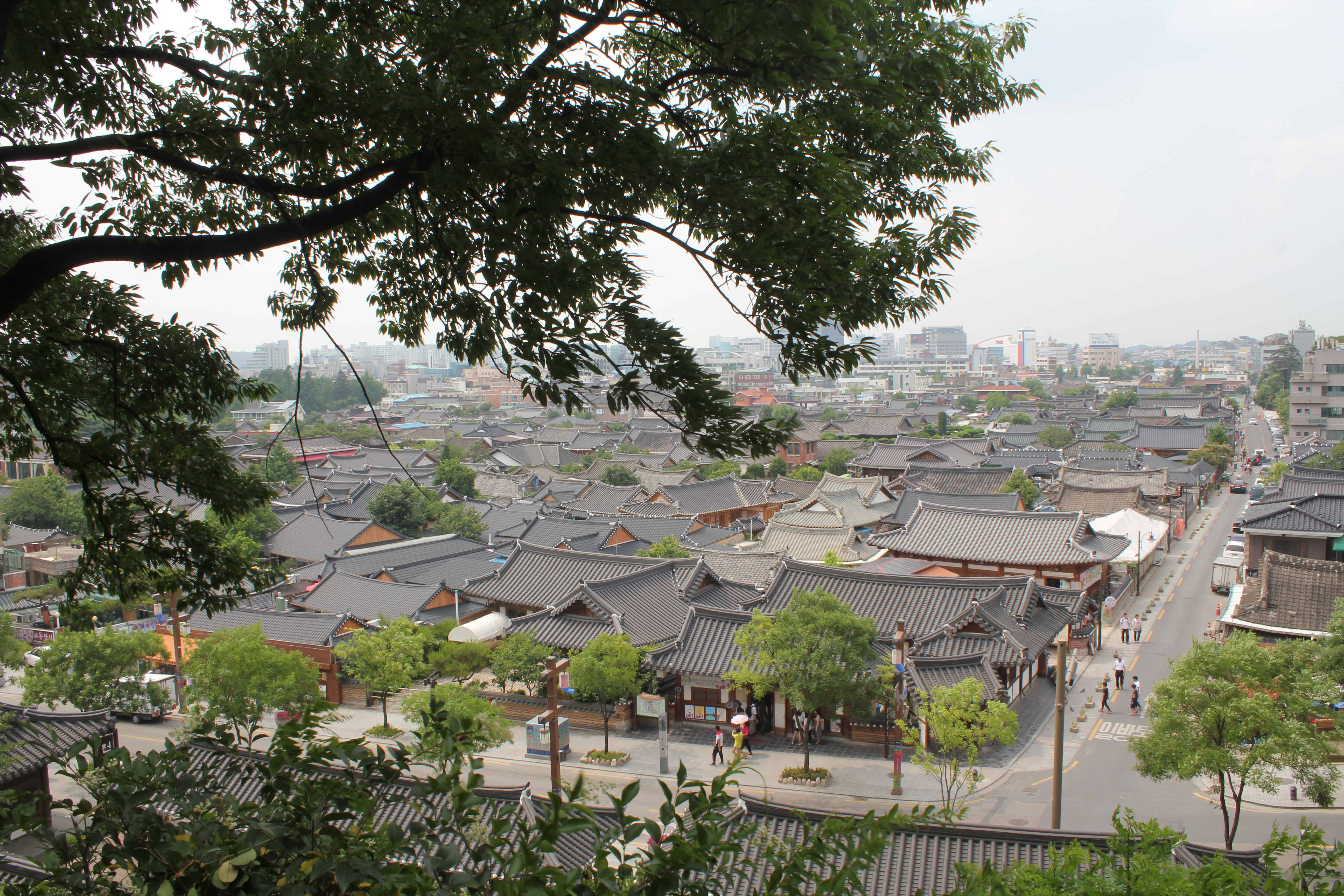
Vista del Villaggio Hanok di Jeonju

La città di Jeonju ha svolto un ruolo chiave nella lunga storia della Corea, infatti era una volta la capitale del regno di Hubaekje, fondato da Gyeon Hwon nel 900. Inoltre la città era considerata la capitale spirituale della dinastia Joseon perché la famiglia reale Yi proveniva da lì. Durante la dinastia Joseon, Jeonju governava l'area di Jeolla-do insieme all'isola di Jeju, che era considerata il centro dell'amministrazione. Questo è il motivo per cui la città è considerata "il luogo di più di 1000 anni di storia".
I primi insediamenti nell'area di Jeonju risalgono a oltre 10.000 anni fa. Gli insediamenti iniziarono ai piedi di una collina, in seguito, le persone si trasferirono verso le pianure che lo circondano. Gli abitanti di Jeonju iniziarono la costruzione delle mura difensive della città e diversi villaggi si formarono naturalmente intorno alla città. Questi villaggi furono l'inizio dell'attuale villaggio di Hanok. Il villaggio è diventato una delle attrazioni turistiche più popolari di Jeonju.

## Attrazioni all'interno del villaggio Hanok

### Cattedrale di Jeondong

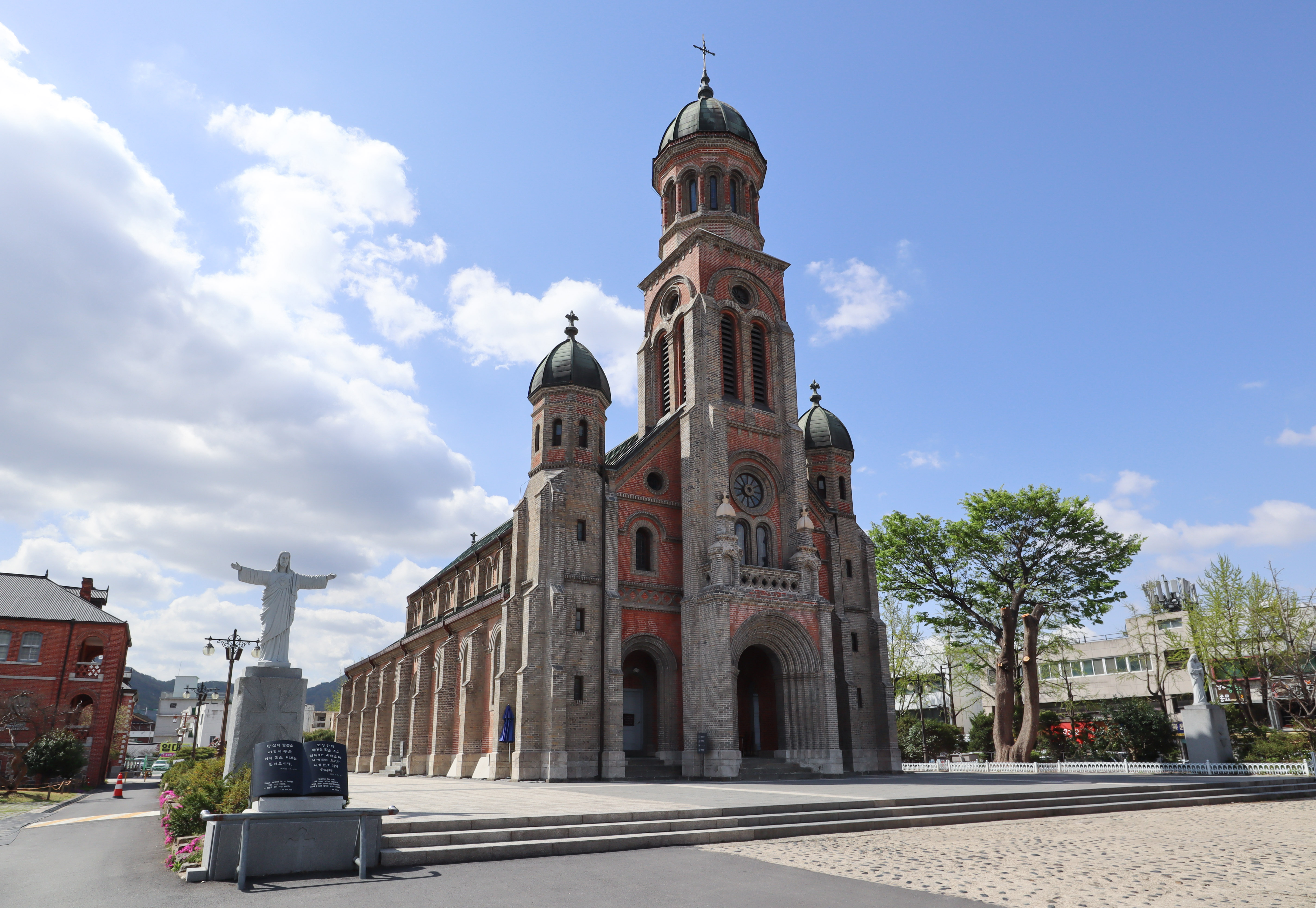
Cattedrale di Jeondong

La chiesa cattolica di Jeondong a Jeonju (sito storico n° 288) è stata completata nel 1914 ed è stata progettata dal sacerdote Poinel, che ha anche progettato la famosa cattedrale di Myeongdong a Seul. È la più grande e antica struttura in stile occidentale delle province di Jeollanam-do e Jeollabuk-do. La chiesa fu costruita dove morì il primo martire cattolico coreano, Yun Ji-chung (1759-1791). Lo stile architettonico della Cattedrale di Jeondong è una miscela di stili romanico e bizantino.

### Omokdae

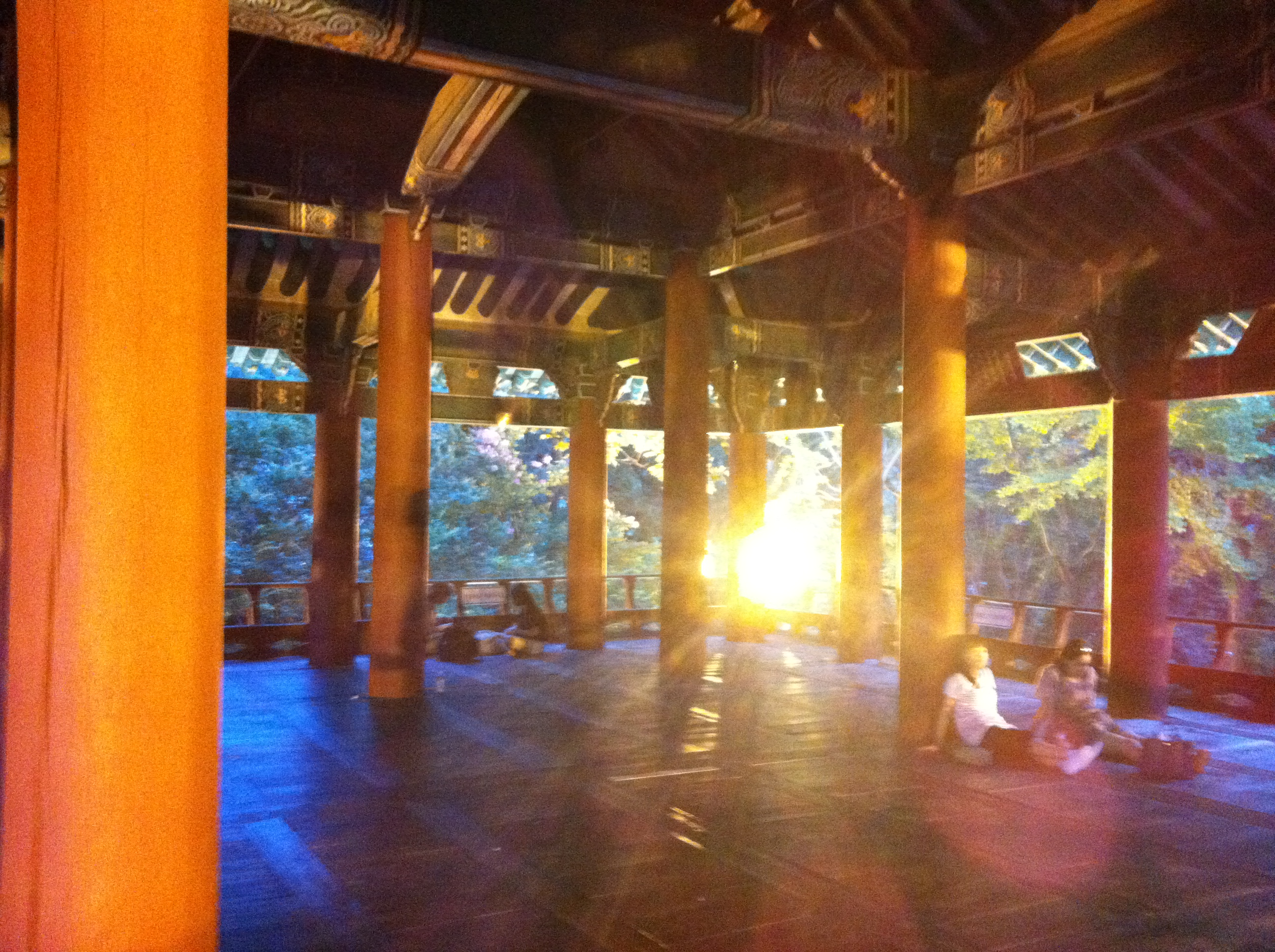
Omokdae

Situato sul lato est del villaggio di Hanok è il luogo in cui Lee Seonggae, fondatore della dinastia Joseon, ha tenuto un banchetto all'aperto a Jeonju durante il suo trionfante ritorno a Gaegyeong dopo una vittoria sugli invasori costieri giapponesi sul monte Hwangsan. Si trova ad un'altitudine elevata, rendendolo un buon posto per vedere il paesaggio circostante.

### Scuola confuciana di Jeonju

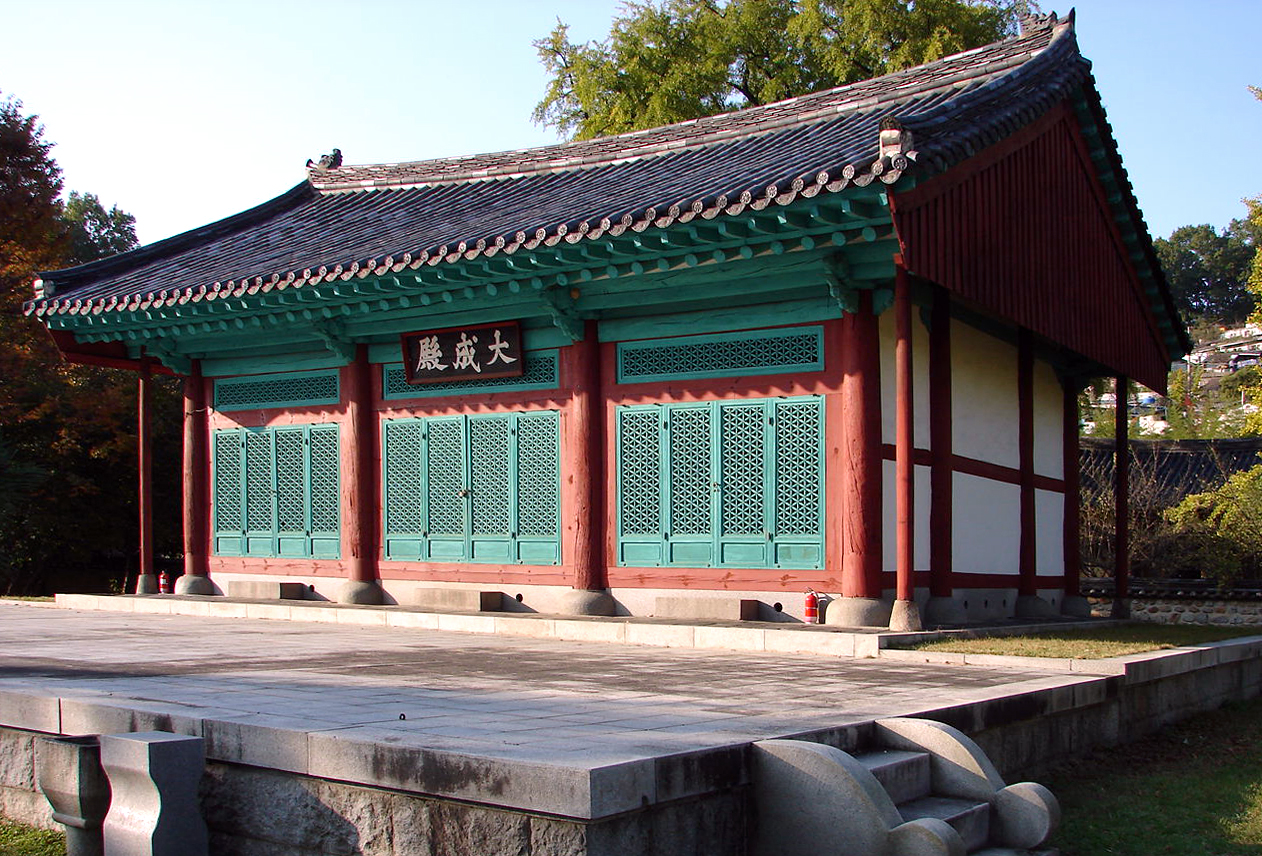
Daeseongjeon (sala del santuario) nella scuola confuciana di Jeonju

Il termine Hyanggyo significa scuola confuciana. Durante il periodo della dinastia Joseon questo edificio oltre che una scuola confuciana era anche un tempio. Fu costruita per la prima volta dal re di Gongmin nel 1354, durante il periodo della dinastia Goryeo. Originariamente era situata nel sito del Santuario Gyeonggijeon a Jeonju, tuttavia è stato trasferito due volte in seguito a guerre. La sala principale nell'area del santuario, il Daeseongjeon (Sala del Santuario), si trova nella parte anteriore, mentre la sala principale nell'area dell'insegnamento, il Myeongyundang (aula), si trova nella parte posteriore. Questa è una configurazione insolita per un hyanggyo. In tutto, ci sono 99 camere nel complesso. Hyanggyo è classificato come tesoro storico coreano n° 379.

### Gyeonggijeon

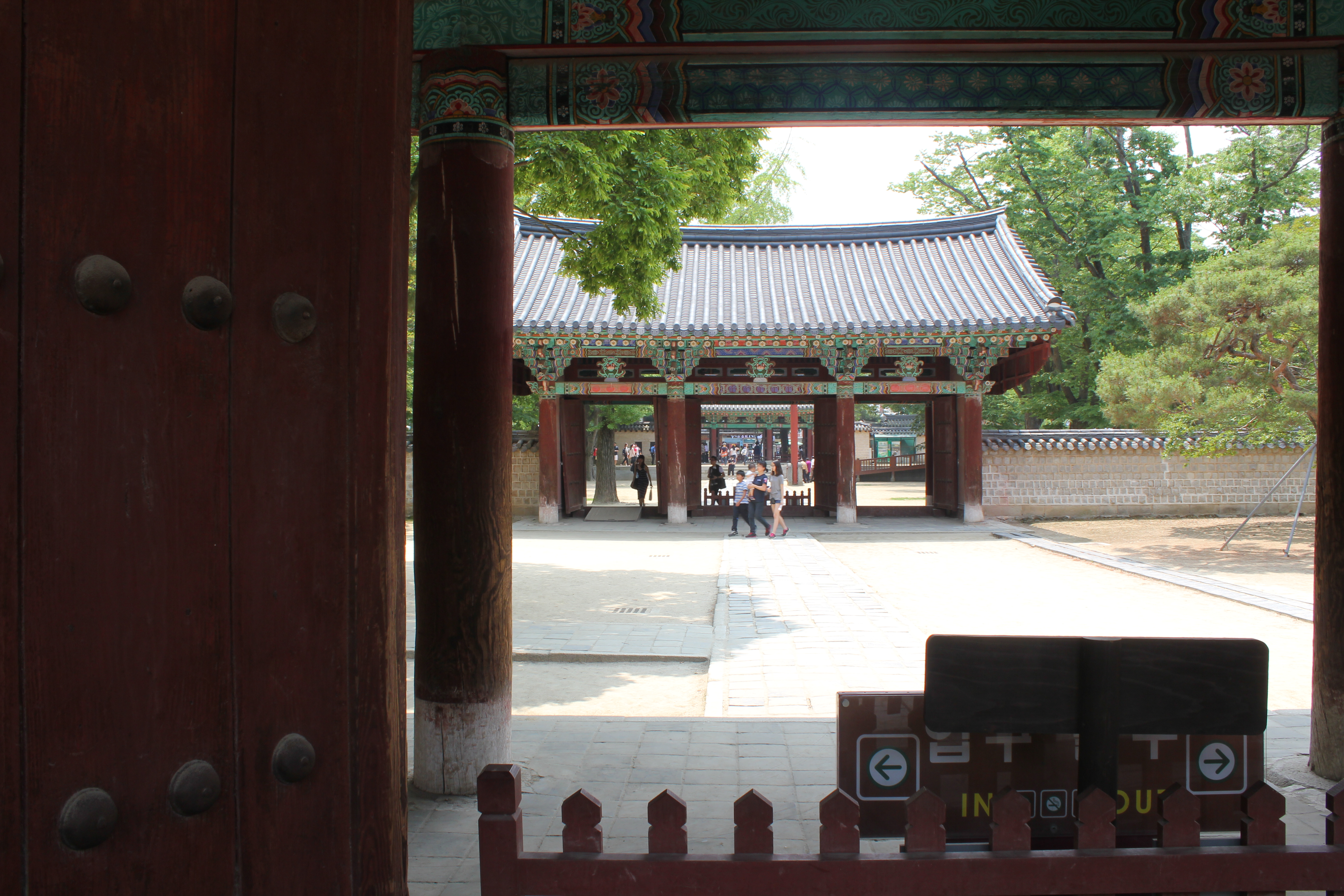
Interno del Gyeonggijeon

Gyeonggijeon è la sala in cui è custodito il ritratto di Lee Seonggae (primo re della dinastia Joseon). Fu costruita nel 1410, nel decimo anno di governo del re Taejong. Il ritratto di Lee Seonggae stesso è classificato come tesoro nazionale n° 317. Ciò che resta ai giorni nostri del Gyeonggijeon è solo una parte dell'originale. Durante il periodo del colonialismo giapponese, il lato ovest di Gyeonggijeon e il suo annesso furono demoliti per fare spazio a una scuola elementare giapponese. Il resto del complesso è costituito da edifici semplici collegati da una serie di cancelli esterni e interni.

### Porta di Pungnam

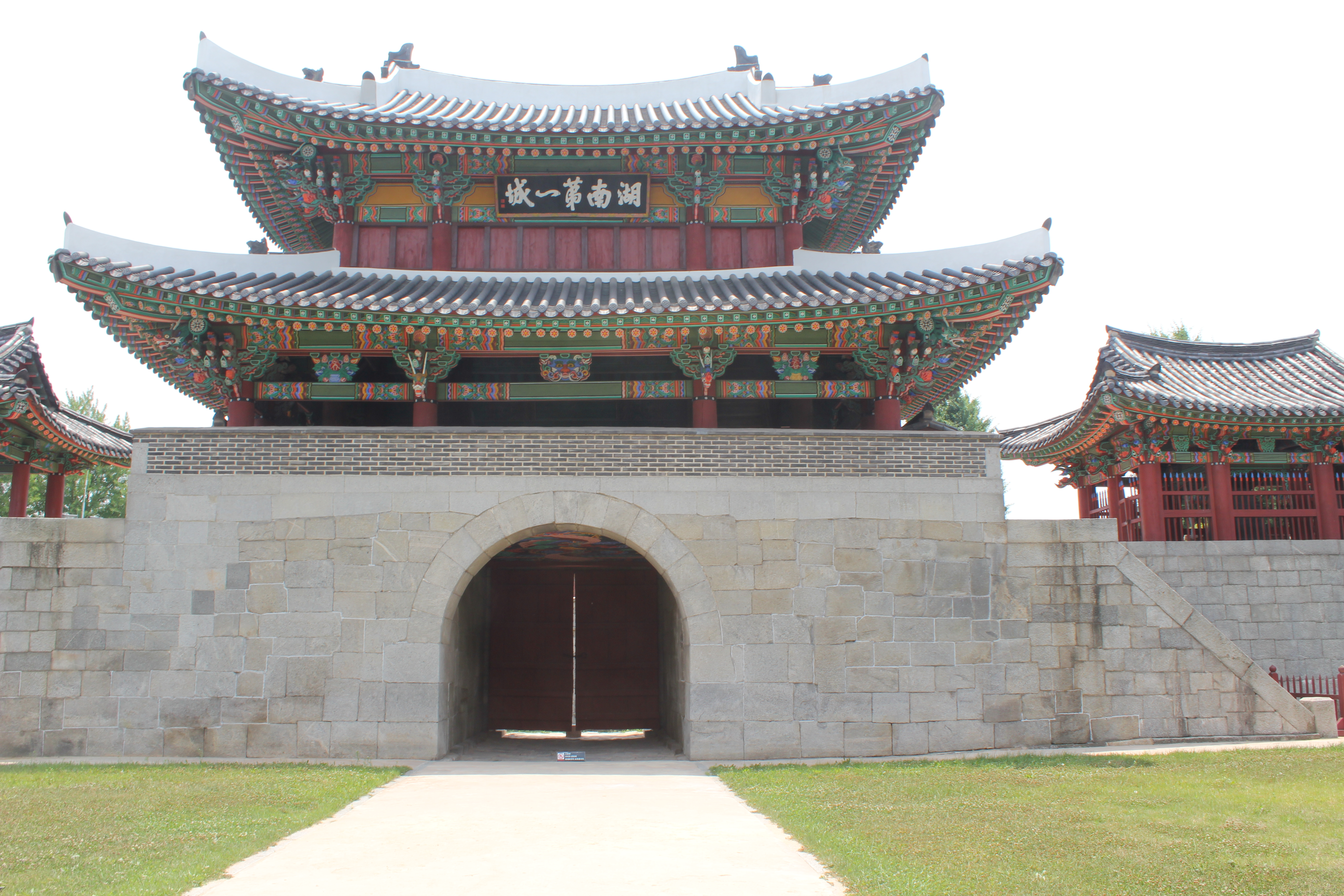
Porta di Pungnam

La Porta Pungnam è la porta sud delle mura della città che racchiudeva Jeonju durante la dinastia Joseon. Era l'unica porta rimasta dopo la distruzione del muro. La porta di Pungnam è classificata come Tesoro Nazionale n° 308 il 21 gennaio 1963. Jeonju era la capitale del governatore provinciale durante la dinastia Joseon, quindi aveva una serie di fortificazioni per racchiudere la città. Aveva porte in tutte e 4 le direzioni, ma tutte furono demolite nel trentesimo anno di governo di re Seonjo (1597). Dopo 3 anni di lavori di riparazione iniziati nel 1978, la Porta Pungnam è stata restaurata.

### Centro tradizionale Hanji (Fabbricazione della carta tradizionale)
L'hanji è la carta fabbricata con il metodo di produzione tradizionale coreano. Al centro tradizionale Hanji la carta è prodotta secondo tradizione, 80% della produzione è esportata verso il Giappone e il resto venduto in Corea. I visitatori del centro possono partecipare a vari programmi di fabbricazione della carta.

## Polemiche sugli effetti del turismo

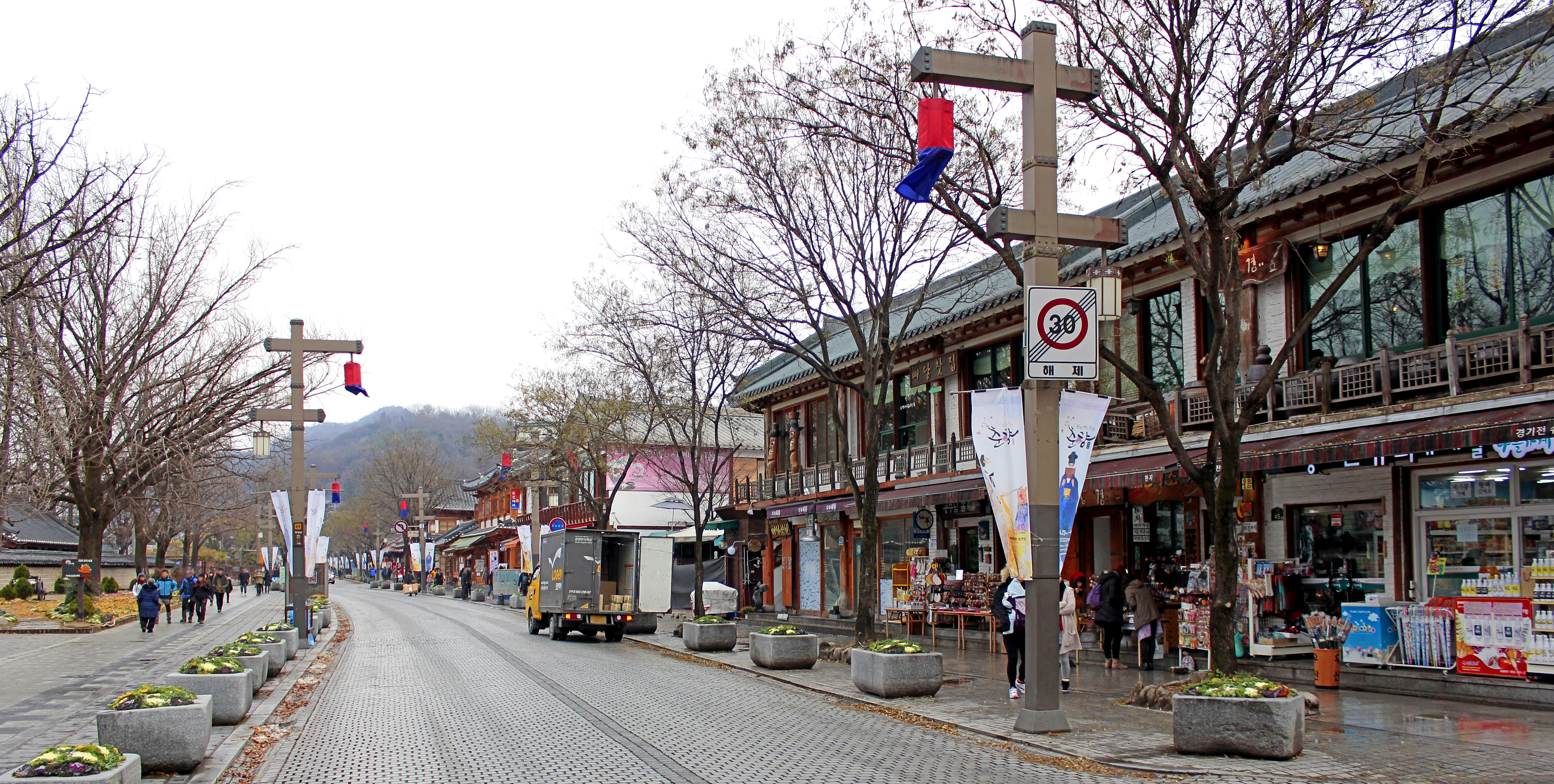
Una lunga fila di negozi nel Villaggio Hanok di Jeonju

L'arrivo del turismo di massa ha cambiato l'atmosfera tradizionale del villaggio. Con l'arrivo di oltre 6 milioni di visitatori annuali, il numero di strutture commerciali nel villaggio è aumentato notevolmente a scapito dei laboratori artigianali e saloni da te tradizionali. Oltre il 50% delle 506 strutture commerciali del villaggio sono state aperte dopo il 2013, con un numero di negozi in rapido aumento. Molti di questi sono piccoli negozi di cibo da asporto. Allo stesso tempo, il numero dei saloni da tè tradizionali è diminuito da 10 a 6. Molti laboratori di artigianato professionale sono stati sostituiti da moderni negozi di souvenir. Inoltre l'elevato volume di turisti ha portato ad un aumento del costo dei ristoranti e delle camere d'albergo.